# Stazione di Savona Marittima
Stazione di Savona Marittima vasútállomás Olaszországban, Savona településen.

## Vasútvonalak
Az állomást az alábbi vasútvonalak érintik:

## Kapcsolódó állomások
A vasútállomáshoz az alábbi állomások vannak a legközelebb:
- Stazione di Savona Parco Doria